# محمد بشير الفرجاني
محمد بشير الفرجاني ( 1918 غريان - 9 يناير 2011 لندن ) أحد أبرز الشخصيات الثقافية الليبية، ومن روّاد حركة النشر فيها منذ خمسينيات القرن العشرين، كما أنه يعد من أهم رجال الأعمال الليبيين. و هو صاحب مكتبة و دار الفرجاني للنشر و التوزيع

## أهم أعماله في النشر
- ترجمة مئات الكتب حول ليبيا، منها مصادر تاريخية إيطالية مرتبطة بالتاريخ الليبي.
- ترجمة العديد من الكتب التي تبحث القضايا لعربية.
- رواية زينب لمحمد حسنين هيكل.
- كتاب ألف ليلة وليلة.
- كتب متنوعة عن الأندلس والحضارات العربية القديمة.